# Calipo de Siracusa
Calipo fue un tirano de Siracusa que gobernó durante un breve período de trece meses entre 354 y 352 a. C. Era nativo de Atenas, y había viajado a Sicilia con Dion para capturar Siracusa, cuando Dion se convirtió en tirano. Luego Calipo incrementó su poder asesinando a Dion, pero solo pudo gobernar por un breve tiempo, antes de ser expulsado del poder. Luego comandó una banda de mercenarios, quienes lo matarían con la misma espada que él había utilizado para matar a Dión.

## Teniente de Dion
Calipo fue un ateniense que estudió con Platón. El futuro tirano de Siracusa, Dion, quien también había estudiado con Platón, reclutó a Calipo como miembro de su ejército con el cual invadió con éxito Siracusa. Dion marchó con su ejército de 800 mercenarios contra Siracusa, tomó el control de la ciudad, y procedió a destronar al tirano anterior, el sobrino de Dion, Dionisio II de Siracusa.

## Asesinato y ascenso al poder
En el exilio, Dionisio le ofreció dinero a Calipo para que matara a Dion., y Calipo aceptó la oferta. Calipo se encontraba en una posición de preferencia para asesinar a Dion, dado que la mayoría de los amigos más cercanos de Dion habían sido muertos por Dionisio El Joven, y Calipo era el amigo más cercano que le quedaba.
Calipo utilizó el dinero de Dionisio para sobornar algunas de las tropas de Dion para que lo abandonasen. Luego se ganó la confianza de Dion entregando a algunos soldados acusados de «traidores», quien entonces le asignó la misión a Calipo de ser un agente secreto para descubrir otros que confabularan en su contra. Adicionalmente, toda vez que sus hombres le decían a Dion que Calipo estaba conspirando en su contra, Dion pensaba que Calipo estaba actuando como un espía.
Muy poco después, el único hijo de Dion murió al caer de una ventana. Calipo hizo correr el rumor de que Dion había invitado al hijo de Dionisio, Apolócrates a venir a Siracusa para ser el sucesor de Dion. Arete la esposa de Dion, y su hermana Aristómaca, descubrieron el complot de Calipo en contra de Dion, pero Dion estaba todavía paralizado por el remordimiento que le produjo la muerte de su hijo, y se negó a tomar acciones contra Calipo. 
Arete y Aristómaca investigaron sobre el complot contra Dion, y al enterarse Calipo de su interés, se puso en contacto con ellas y les informó que él era leal, y que demostraría su lealtad. Le indicaron de que debía pronunciar el «Gran Juramento», que comprendía una ceremonia en el templo de Perséfone, cosa que él hizo. Luego de la ceremonia, Calipo rompió su promesa y apuñaló a Dion, con lo cual Calipo se hizo con el control de Siracusa.

## Gobierno
Luego del asesinato de Dion, Calipo envió un mensaje a Atenas ufanándose de sus hazañas, `pero a pesar de dicha demostración de poder, el control de Calipo sobre Siracusa era débil. Los amigos de Dion intentaron sin éxito una revuelta contra Calipo. Calipo también mandó encarcelar a Arete y Aristómaca; en la cárcel Arete dio a luz al hijo de Dión. A causa de su impopularidad creciente, Calipo no intentó asesinar al hijo de Dion, a pesar de que representaba una amenaza.

## Caída
Existen varios relatos distintos de las circunstancias sobre la caída del poder de Calipo en Siracusa. Según Diodoro Sículo, Hiparino, un hijo de "Dionisio el Viejo", un antiguo tirano de Siracusa, atacó Siracusa con una flota y un ejército, tras lo cual Calipo huyó de la ciudad. Según Polieno, Hiparino estaba en Leontinos cuando Calipo había despachado su ejército fuera de la ciudad. Hiparino atacó mientras Siracusa estaba desguarnecida y tomó la ciudad. 
Según Plutarco, Calipo perdió el control de la ciudad en un momento en que se había ausentado, durante una expedición a Catana. Pero en la versión de Plutarco no se menciona a Hiparino, y en cambio es Siracusa la que se rebela contra Calipo.

## Liderazgo mercenario y muerte
Luego Calipo intentó conquistar Mesina, pero su ejército fue derrotado. Con las tropas que le quedaron estuvo algún tiempo en Sicilia, pero viendo que no podían mantenerse decidió viajar al continente. Allí conquistó Regio, que había estado anteriormente bajo el control de Dionisio el Joven. Pero como la trataba como a sus mercenarios, sus camaradas Leptines II y Polipercón lo apuñalaron con una espada, que según la leyenda era la misma espada que Calipo había utilizado para matar a Dion.

## Citas
1. 1 2 3  Smith, Dictionary of Greek and Roman Biography and Mythology, p. 574
2. 1 2 3 4 5 6  Plutarco, Dion. 28-58
3. ↑  Diodoro Sículo, Biblioteca histórica xvi.36
4. 1 2  Polieno, Estratagemas v. 4